# Xenia (película)
Xenia (en griego, Ξενία) conocida en España como Cuestión de actitud, es una película dramática griega del año 2014 dirigida por Panos H. Koutras. Cuenta la historia de un adolescente homosexual que, tras morir su madre, con la ayuda de su hermano, deberá buscar a su padre. Fue seleccionada para competir en el festival Un Certain Regard y en el festival de Cannes 2014. También fue seleccionada para el festival internacional de cine de Toronto en 2014 y obtuvo el Premio Especial del Jurado en el Festival Internacional de Cine de Gijón

## Argumento
El protagonista de esta historia se llama Dany y es un adolescente homosexual nacido en Albania, aunque criado en Grecia, con su mamá.
Tras morir la madre del chico, éste deberá buscar a su hermano para contarle lo sucedido. Ahora, ambos se encuentran con un grave problema. Al haber nacido el Albania ya no pueden seguir viviendo en Grecia, a no ser que obtengan la nacionalidad griega.
Dany y su hermano Odysseas tendrán que hacer un viaje desde la ciudad de Tesalónica hasta Atenas, para buscar a su padre, el cual no ven desde que eran muy pequeñitos.
Xenia es una película de búsqueda y de reencuentro consigo mismo, donde se abordan temas como la homofobia y la intolerancia que todavía existe en Grecia. 

## Reparto
- Kostas Nikouli como Danny.
- Nikos Gelia como Odysseas.
- Yannis Stankoglou como Lefteris.
- Marissa Triandafyllidou como Vivi.
- Aggelos Papadimitriou como Tassos.
- Romanna Lobats como Maria-Sonia.
- Patty Pravo como Patty Pravo.